# Louis-Philippe Mariauchau d'Esgly
Louis-Philippe Mariauchau d'Esgly, né le 24 avril 1710 à Québec et décédé le 4 juin 1788 à Saint-Pierre, est un ecclésiastique canadien. Il est évêque de Québec de 1784 à 1788.

## Biographie
Né à Québec le 24 avril 1710, second fils de François Mariauchau d'Esgly, capitaine d'une compagnie d'infanterie, et de Louise-Philippe Chartier de Lotbinière, il fut ordonné prêtre, en cette ville, le 18 septembre 1734.
Le pape Clément XIV, par une bulle datée du 22 janvier 1772, le nomma « évêque de Dorylée (de) », in partibus, et coadjuteur de Québec. Il fut sacré sous ce titre le 12 juillet de la même année, dans la chapelle du Séminaire de Québec, servant alors de cathédrale. Jean-Olivier Briand ayant abdiqué, il fut reconnu évêque de Québec le 29 novembre 1784, et prit possession de son siège le 2 décembre suivant.
Il mourut à Saint-Pierre, île d'Orléans, le 4 juin 1788 âgé de 78 ans et 2 mois, et fut inhumé, le 6 du même mois, dans le chœur de l'église de cette paroisse, dont il avait été curé pendant 54 ans.

## liens externes
- Notices d'autorité :   - VIAF
  - ISNI
  - LCCN
  - WorldCat
- Ressource relative à la religion :   - Catholic Hierarchy
- Notice dans un dictionnaire ou une encyclopédie généraliste :   - Dictionnaire biographique du Canada